# Zastava Mestne občine Murska Sobota
Zastava Mestne občine Murska Sobota je dvobarvna, vzdolžno je razdeljena po sredini na dve polji v razmerju 1:1. Kadar je zastava obešena pokončno je levo polje gledano od spredaj bele barve, desno polje pa je turkizne barve. Na zgornjem delu zastave je grb Mestne občine Murska Sobota. Kadar je zastava obešena ležeče je zgornji del zastave turkize, spodnji pa bel. Grb se v tem primeru nahaja na levi polovici zastave. Razmerje med širno in dolžino zastave je 1:2,25.